# Kulové panorama

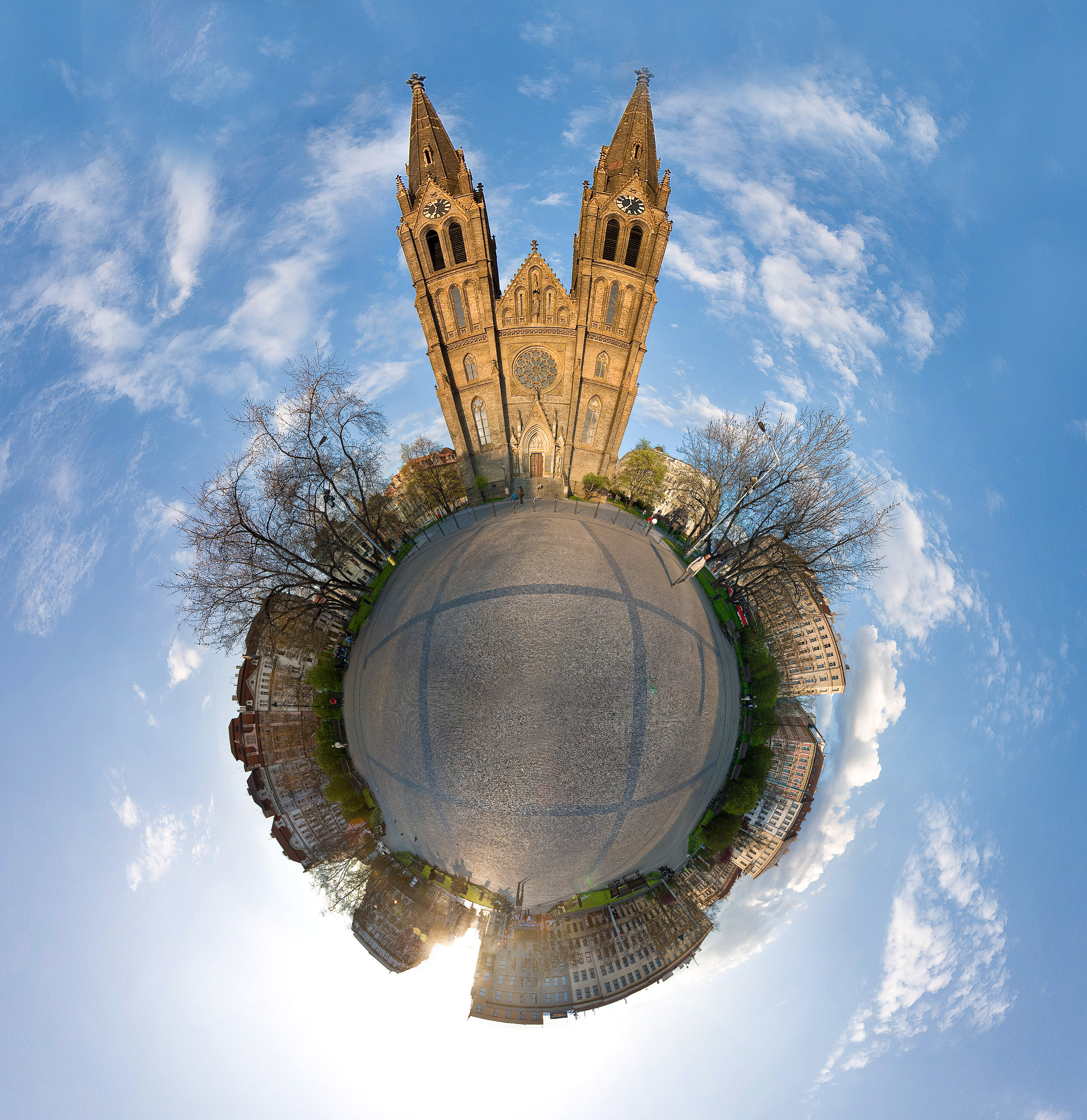
Náměstí Míru, Praha

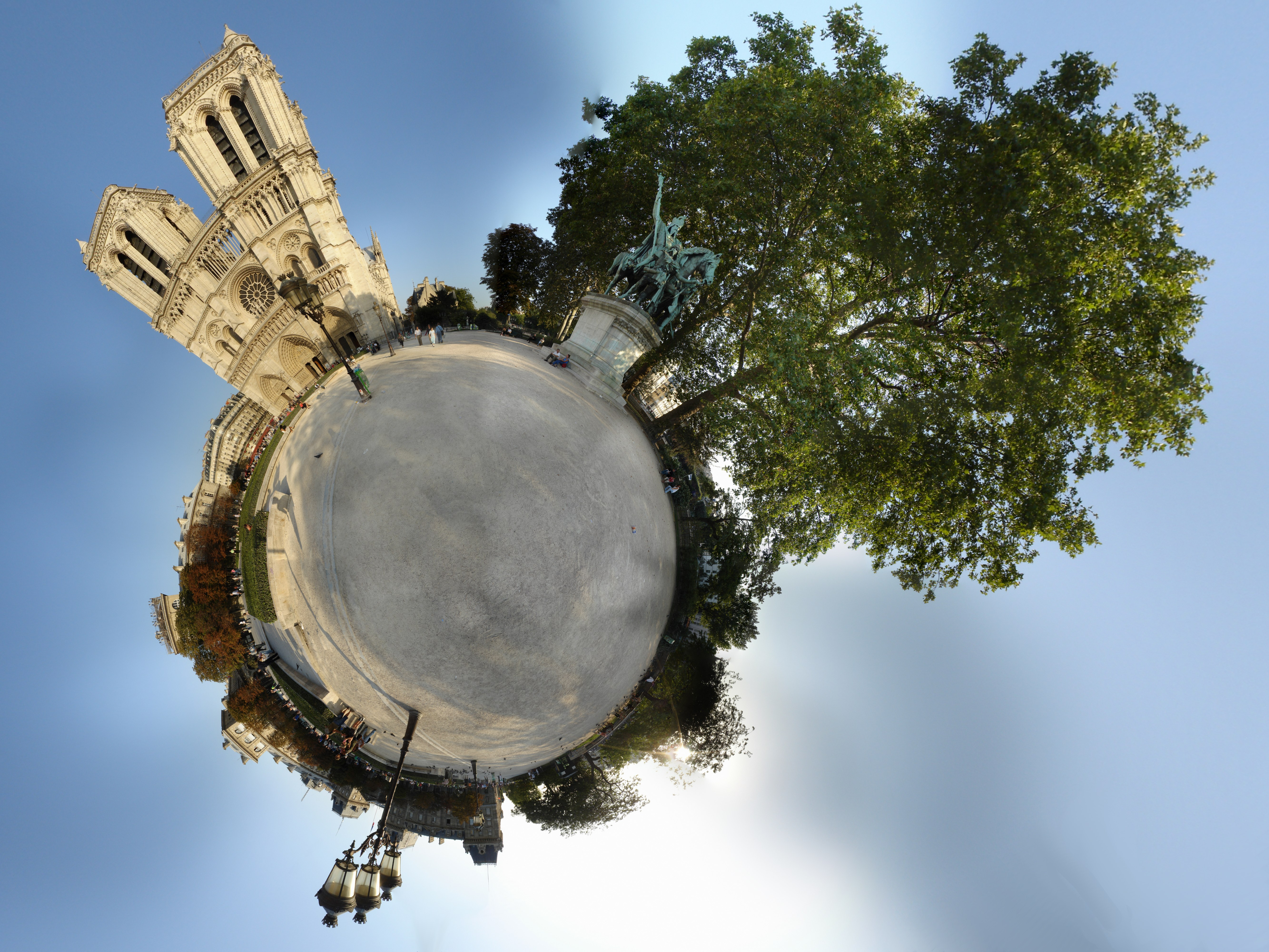
Panorama Notre-Dame pořízené z úrovně očí

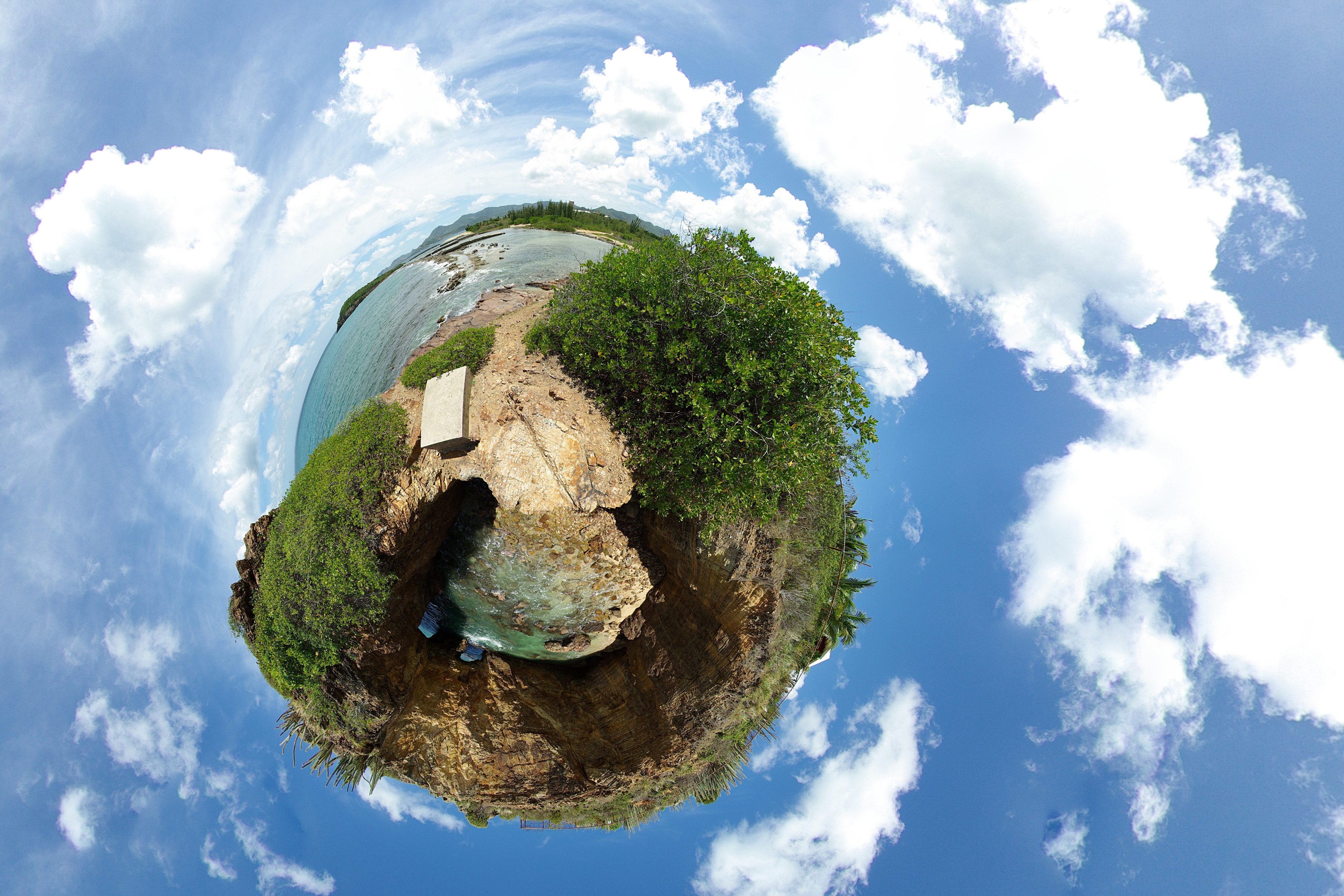
Panorama pořízené z větší výšky

Kulové panorama nebo sférické panorama nebo v jistém případě malá planeta je prezentace panoramatické fotografie v rovinném charakteristickém zkreslení. V obrazu jsou zastoupeny všechny úhly pohledu, které jsou vidět z místa pořízení. Oproti panoramatu cylindrickému (válcovému) je doplněno vrchlíkem i podstavou, tedy pohledem kolmo nad fotoaparát a pod fotoaparát.

## Způsoby projekce
Interaktivní trojrozměrné panoramatické snímky mají obrazový úhel 360 stupňů horizontálně a 180° vertikálně. K dosažení zvláštních efektů si může autor vybrat různé způsoby projekce nebo způsoby rámování. Například do krychlového panoramatu složeného z šesti virtuálních stran krychle, takzvaná ekvidistantní válcová projekce zobrazí snímek dvojrozměrně ve vertikální obrazové ose pod obrazovým úhlem 180° ve formátu s poměrem stran 2:1. Tato projekce se využívá například při zobrazení povrchu Zeměkoule na mapě světa. Pomocí stereografické projekce se silným zkreslením středu snímku se prostor nebe protáhne na všech stranách do nekonečna. Po odstranění zbytku obrazu tak vznikne snímek „malé planety na obloze“.

## Technika

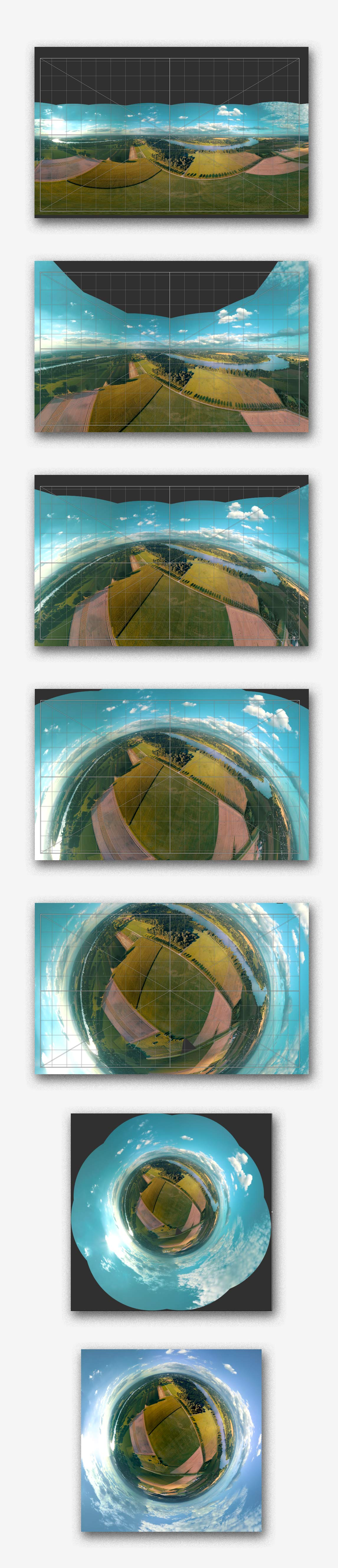
Postup tvorby kulového panoramatu

Kulová panoramata se mohou pořídit různými technikami. Přitom se rozlišují dvě kategorie: momentní snímky (momentky, okamžité snímky) nebo a snímky v požadovaném časovém úseku.
Pro momentní snímky kompletních sférických panoramat se používá skupina více fotoaparátů, které zachycují různé směry a jsou spouštěny společně. Samozřejmě může dojít k paralaxi, protože není možné provést všechny záběry se stejnou vstupní pupilou (zjednodušeně z jednoho bodu). Neúplné sférické panorama může být provedeno s jednorázovým systémem zvaným One-Shot-System, který využívá jeden fotoaparát s kulatým nebo parabolickým zrcadlem, které zobrazí celé prostředí s výjimkou toho, které je hned za fotoaparátem. Následně musí být na snímcích matematicky odstraněno zkreslení.
Snímky v požadovaném časovém úseku mohou být provedeny jediným fotoaparátem, a to buď pořízením několika jednotlivých snímků nebo pomocí rotujícího panoramatického fotoaparátu.
Při pořizování několika snímků se musí mezi jednotlivými záběry fotoaparát otáčet, případně naklápět. Vhodným zařízením (často nesprávně označovaným jako nodální adaptér[zdroj?]) umožňuje otáčení a naklápění tak, aby se dosáhlo stejného umístění vstupní pupily objektivu mezi jednotlivými snímky a zamezilo špatnému promítnutí perspektivy. Počítačové programy na vytváření panoramat[zdroj?] (například Hugin) poskládá jednotlivé snímky k sobě geometricky správně a pokud je to možné, odstraní rozdíly na jednotlivých přechodech. Z panoramatické fotografie lze vytvořit kulovou panoramatickou fotografii zvanou malá planeta v grafickém editoru jako je například Adobe Photoshop.
S pomocí 360° panoramatického fotoaparátu vybaveném objektivem typu rybí oko s vertikálním záběrem 180° se kulové panorama dosáhne relativně přímou cestou.
Kvalitně pořízené fotografie se mohou prohlížet například v programu FSPViewer.

## Fotografové
- Sam Rohn[5]

## Galerie

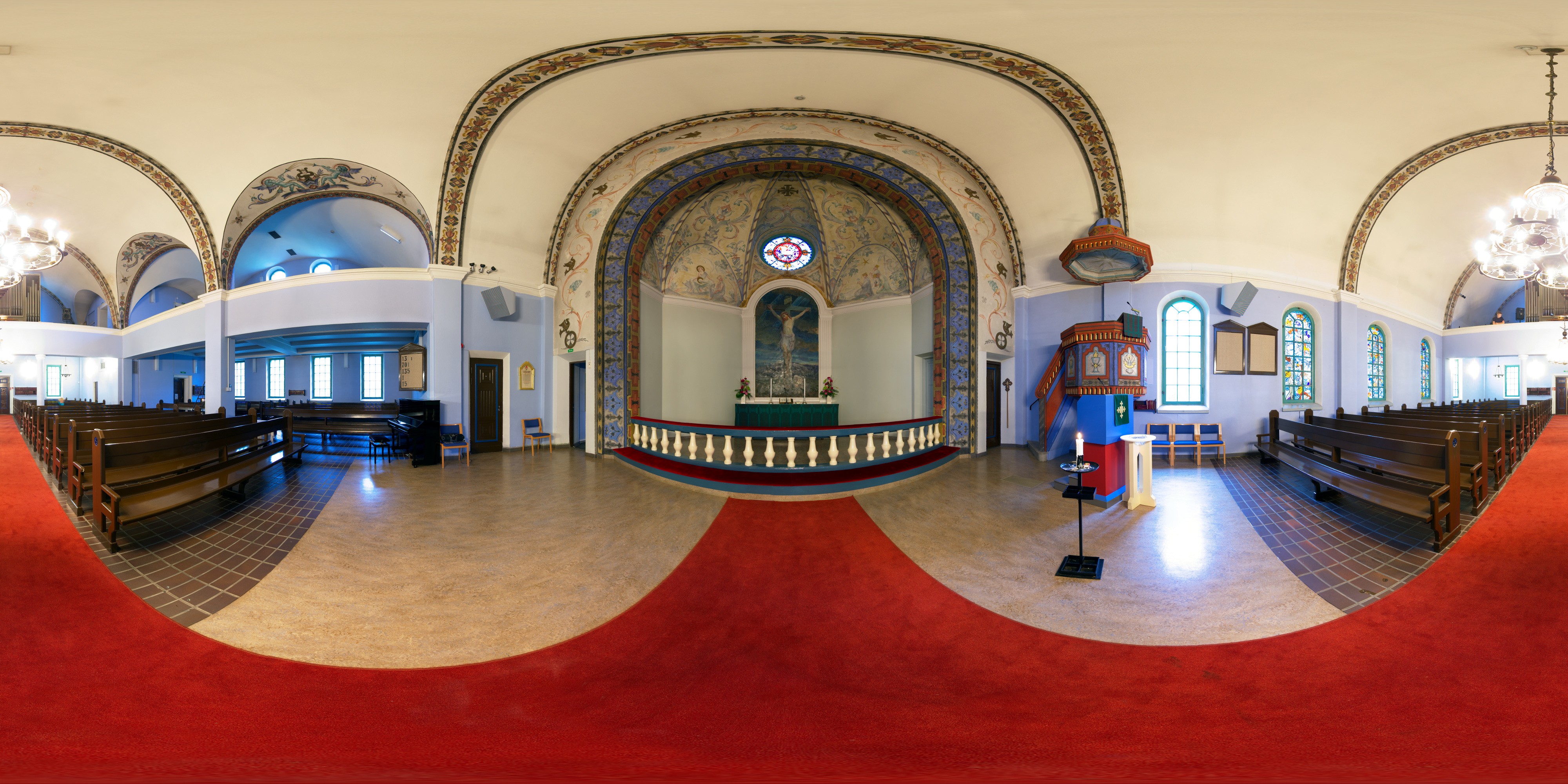
Interiér kostela v Siilinjärvi, Finsko
Kostel v Avenas, Francie
Botanická zahrada, Linec, 2011
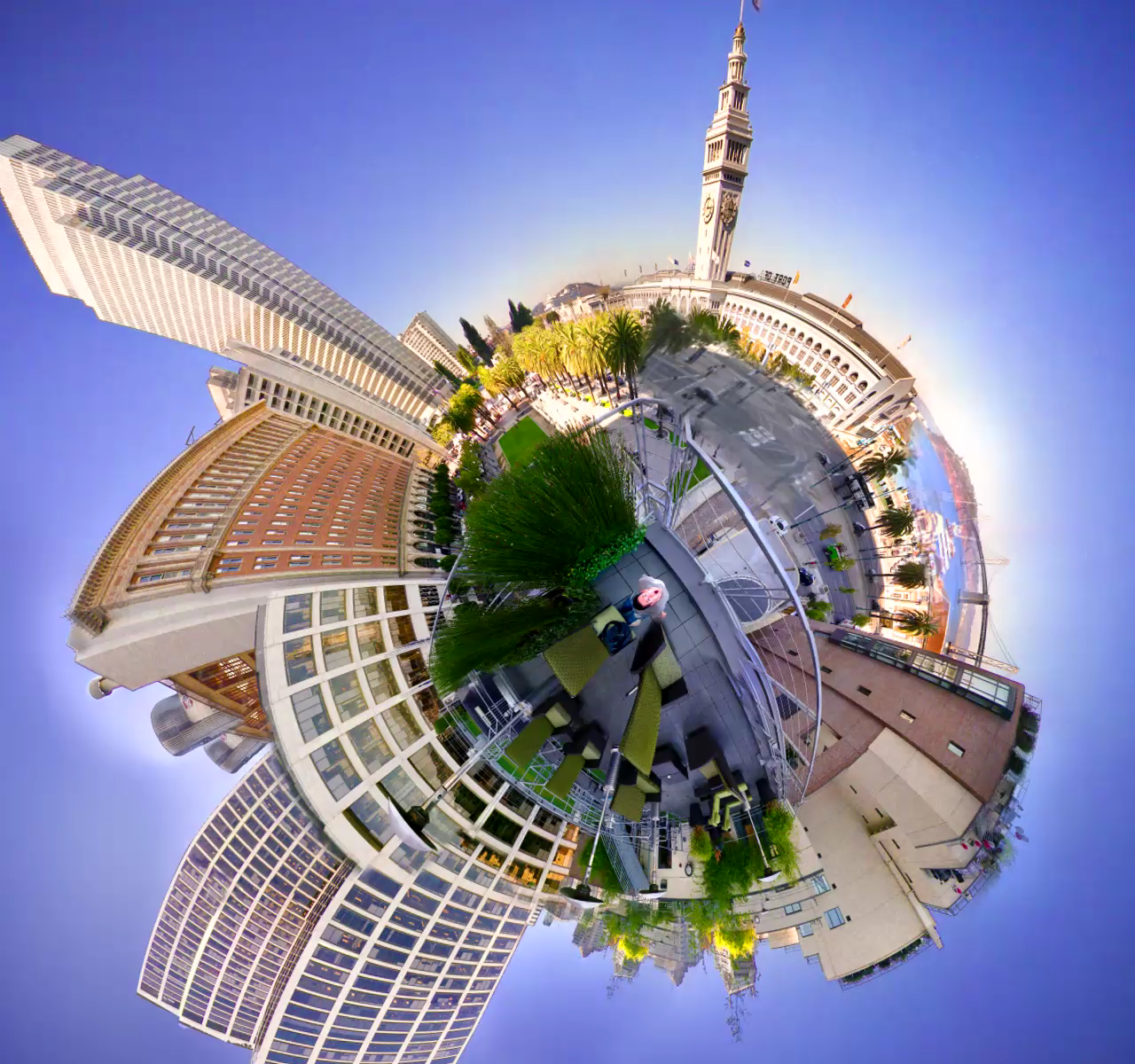
Ferry Building pro přívoz, San Francisco
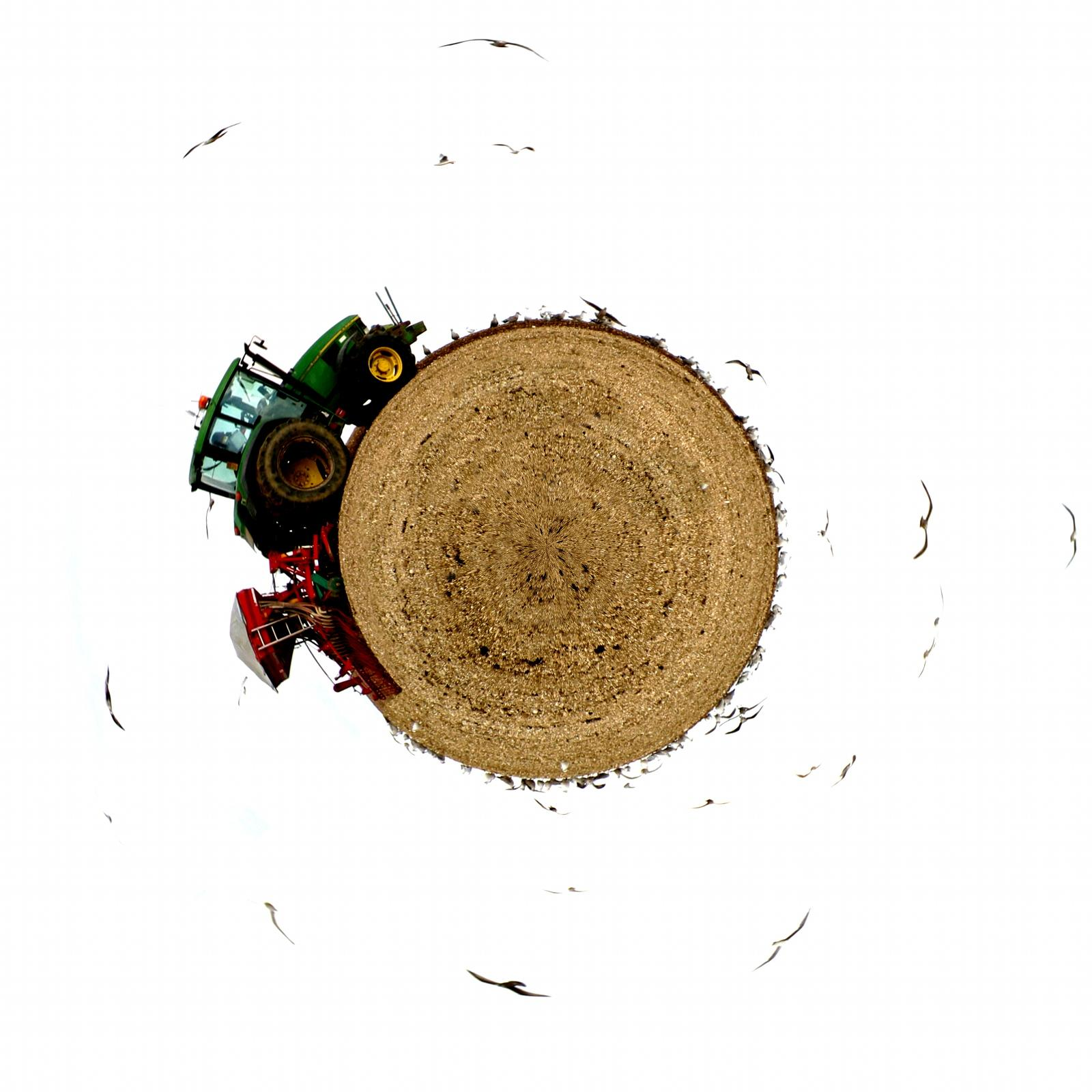
Tractor planet
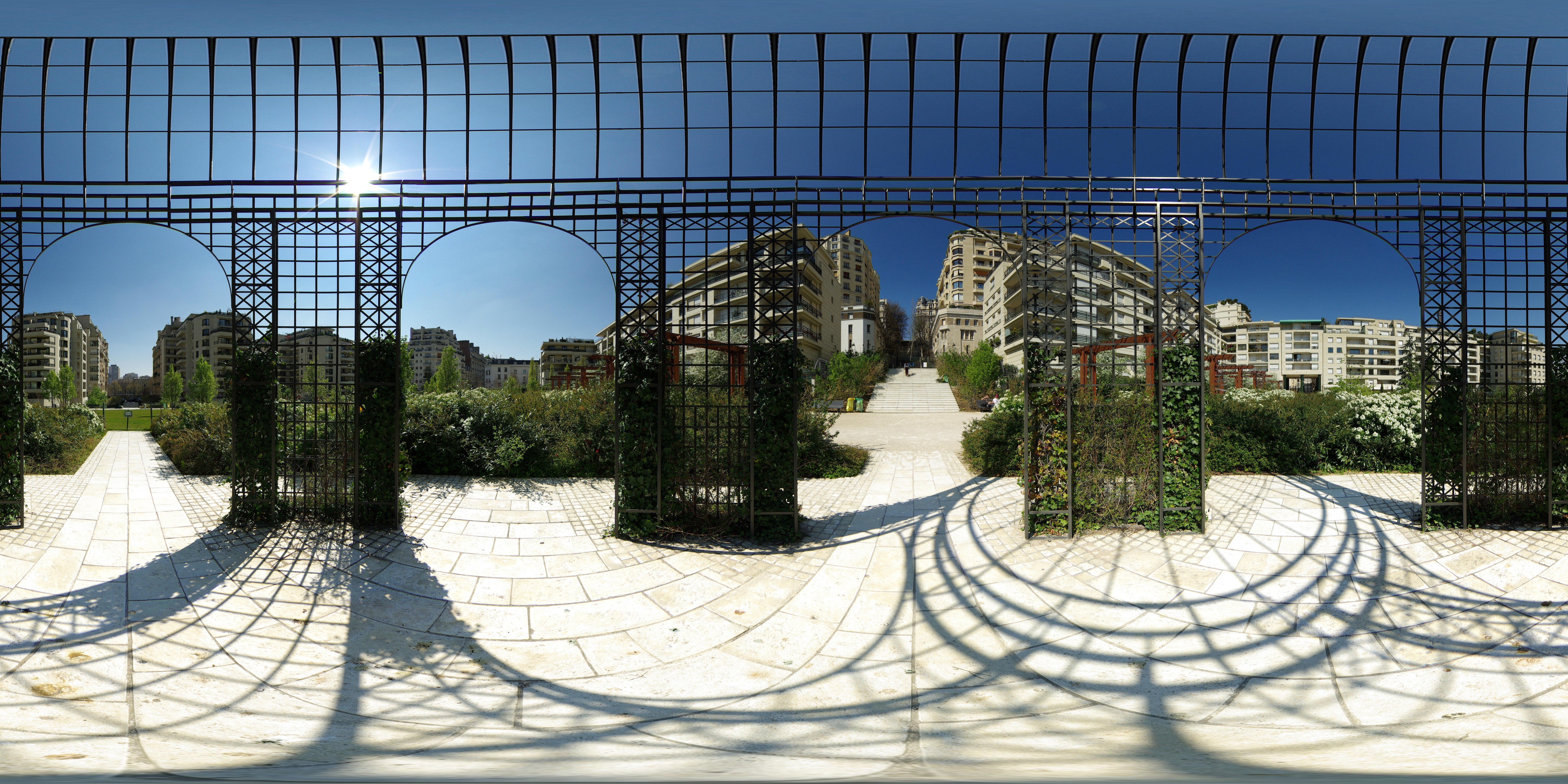
Pařížský Parc de Passy, originální panoramatická fotografie
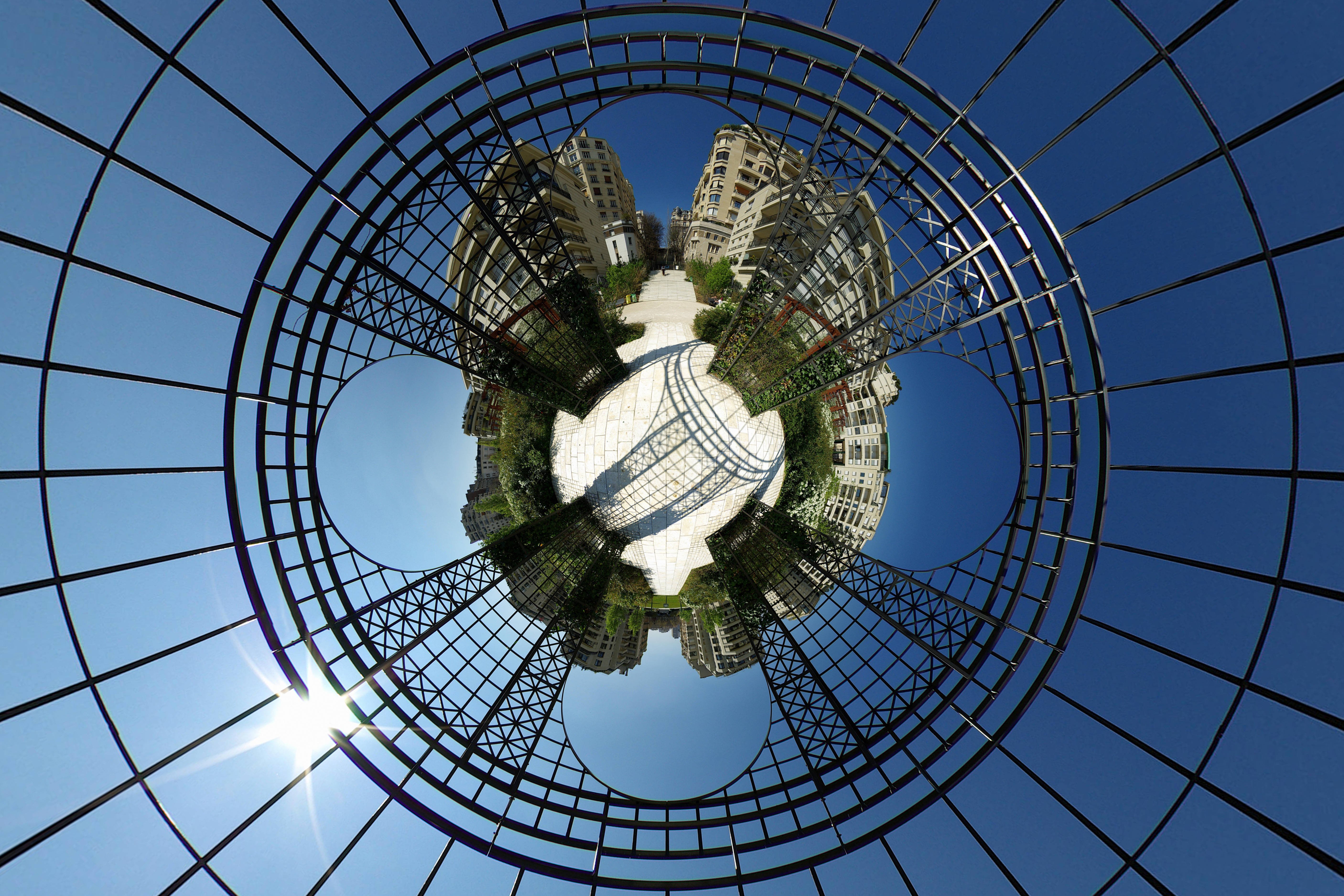
Parc de Passy, malá planeta po projekci předchozí fotografie na kulovou plochu